# Paradise (Newfoundland en Labrador)
Paradise is een gemeente (town) in de Canadese provincie Newfoundland en Labrador. De gemeente ligt aan de oostelijke oever van Conception Bay, direct ten westen van de provinciehoofdstad St. John's.
Paradise kent als slaapstad voornamelijk woonwijken van personen actief in de aangrenzende steden St. John's en Mount Pearl.

## Geschiedenis
De plaats Paradise werd in 1971 erkend als een gemeente. In het daaropvolgende decennium werd tot tweemaal toe het grondgebied beperkt uitgebreid door toevoeging van gemeentevrij gebied.
In 1992 vond er een grootschalige gemeentelijke herindeling plaats waarbij Paradise de noordwestelijke buurgemeente St. Thomas annexeerde. Tegelijkertijd werden ook vier buurten die tot dan bestuurd werden door het St. John's Metropolitan Area Board aan de gemeente aangehecht (namelijk Elizabeth Park, Evergreen Village, Three Island Pond, Topsail Pond).
Vooral sinds eind de jaren 80 is de bevolkingsomvang door de aantrekkingskracht van St. John's in sneltempo gestegen.

## Geografie
Paradise maakt deel uit van de Metropoolregio St. John's en ligt op het schiereiland Avalon van het eiland Newfoundland. De gemeente grenst in het westen aan Conception Bay South, in het noordoosten aan Portugal Cove-St. Philip's, in het oosten aan zowel St. John's als Mount Pearl en in het zuiden eveneens aan St. John's.
In het noorden van de gemeente ligt de buurt St. Thomas. Deze ligt als enige gedeelte van de gemeente aan zee, met name aan de oevers van Conception Bay. De grote bewoningskern van Paradise zelf ligt een eindje van zee verwijderd en sluit in het oosten aan op de bebouwing van Mount Pearl.

## Demografie
Paradise is een van de gemeenten met het hoogste inwoneraantal in de provincie. Het bevolkingsaantal evolueert er – wegens de nabijheid tot St. John's – al decennialang aan sneltempo in stijgende lijn. In 2021 telde de gemeente 22.957 inwoners, wat neerkomt op een verdrievoudiging in dertig jaar tijd.
- Bron: Statistics Canada (1971–1986[1], 1991–1996[3], 2001–2006[4], 2011–2016[5], 2021[6])
- De data bij het jaartal 1991 heeft reeds betrekking op de in 1992 tot stand gekomen fusie.

### Taal
In 2021 had 98,6% van de inwoners van Paradise het Engels als moedertaal. Hoewel slechts 110 mensen (0,5%) het Frans als moedertaal hadden, waren er 1.810 mensen die die andere Canadese landstaal konden spreken (7,9%). De op twee na meest gekende taal was het Spaans met 75 mensen die deze taal machtig waren (0,3%).

## Transport
Metrobus Transit, de openbare vervoersmaatschappij van de stad St. John's, verzorgt ook busverbindingen met Paradise. Daarnaast bevindt zich in de gemeente ook een halte van DRL Coachlines, de trans-Newfoundlandse busdienst.

## Sport
De gemeente huisvest het Dianne Whalen Memorial Soccer Complex, een voetbalsite vernoemd naar voormalig burgemeester Dianne Whalen. De site is de thuisbasis van de Paradise Soccer Club, een voetbalclub die met een mannen- en damesafdeling.